# 总寨堡及门楼
总寨堡及门楼，位于中国青海省湟中县总寨乡总南村，为第六批青海省文物保护单位，公布日期为1998年12月22日，类型为古建筑。
总寨堡及门楼的历史年代为明。